# Hans Herzog (Archivar)
Hans Herzog (* 1. Februar 1858 in Aarau; † 22. Juni 1929 in Aarau) war ein Schweizer Archivar, Bibliothekar und Historiker. Von 1885 bis 1929 war er Staatsarchivar und von 1889 bis 1929 zusätzlich Kantonsbibliothekar des Kantons Aargau. Er wirkte zudem von 1883 bis 1922 als Aktuar der Historischen Gesellschaft des Kantons Aargau.

## Leben
Hans Friedrich Herzog wurde am 1. Februar 1858 in Aarau als Sohn des Generals Hans Herzog und dessen aus Rottweil stammenden Frau Emilie von Alberti, Tochter des Salinendirektors Friedrich August Alberti, geboren. Nach dem Besuch der Gymnasialabteilung der Kantonsschule begann Herzog 1877 in Genf ein Medizinstudium, das er aber bereits nach einem Semester abbrach. Er wechselte an die Universität Zürich und schliesslich Leipzig, wo er Germanistik und Geschichte studierte und 1882 mit einer Dissertation zum Sagenkreis von Flore und Blancheflur promovierte. Bereits 1881 hatte die Regierung des Kantons Aargau Herzog die Fortführung der Ordnung des Staatsarchivs übertragen. Nachdem er 1885 zum Staatsarchivar ernannt worden war, wurde ihm 1889 zusätzlich die Leitung der Kantonsbibliothek übertragen. Daneben widmete sich Hans Herzog in seiner Freizeit der historischen Forschung. Er veröffentlichte einige wichtige Beiträge zur aargauischen und schweizerischen Geschichte.
Im Rahmen der 76. Jahresversammlung der Allgemeinen Geschichtforschenden Gesellschaft der Schweiz in Lenzburg hielt Hans Herzog am Samstag, 2. September 1922 ein kurzes Referat über die Versuche von Vertretern der zugerischen Familie Zurlauben, sich eine adelige Herkunft durch die Fälschung von Urkunden und Jahrzeitbüchern zu konstruieren. Es ist anzunehmen, dass er ebenfalls an der Gründungssitzung der Vereinigung Schweizerischer Archivare (VSA-AAS) teilnahm, die am Morgen des 4. September 1922 im Gasthof zur Krone in Lenzburg stattfand.

## Publikationen (Auswahl)
- Das Familienbuch der Zurlauben. In: Anzeiger für schweizerische Alterthumskunde = Indicateur d’antiquités suisses. Band 6 (1888–1891), 22. Jahrgang, Heft 2, April 1889, S. 205–208, doi:10.5169/seals-156184.